# Sevilla (métro de Madrid)
Sevilla est une station de la ligne 2 du métro de Madrid, en Espagne.

## Situation
La station est située entre Sol au sud-ouest, en direction de Cuatro Caminos, et Banco de España au nord-est, en direction de Las Rosas.
Elle est établie sous la rue d'Alcalá, à l'intersection avec la rue de Séville, dans l'arrondissement du Centre.

## Historique
La station est mise en service le 11 juin 1924, lors de l'ouverture à l'exploitation de la première section de la ligne entre les stations Sol et Ventas.
Elle est complètement fermée au public en avril 2018 afin d'effectuer des travaux de modernisation qui consistent à un agrandissement des accès ainsi que l'installation d'ascenseurs. Elle est rouverte le 1er juin 2019.

## Service des voyageurs

### Accueil
La station possède un accès situé rue d'Alcalá, équipé d'escaliers, ainsi qu'un accès direct par ascenseurs depuis l'extérieur.

### Intermodalité
La station est en correspondance avec les lignes de bus no 5, 9, 15, 20, 46, 51, 52, 53, 150 et de minibus M1 et M2 du réseau EMT.